# Monoxenus balteatus
Monoxenus balteatus là một loài bọ cánh cứng trong họ Cerambycidae.